# Сейф

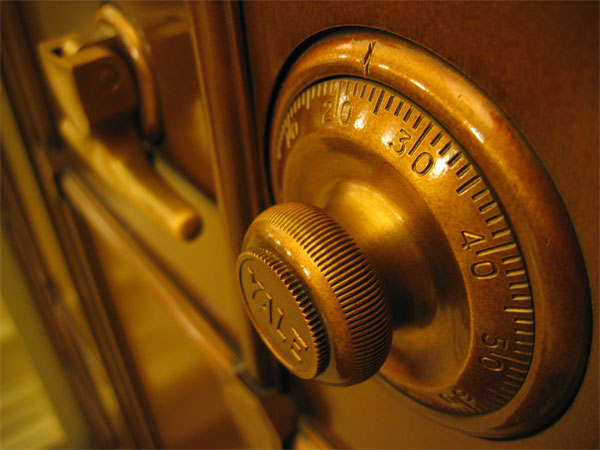

Сейф (от англ. safe, буквально — безопасный, надёжный) — прочный металлический ящик или шкаф для хранения документов и материальных ценностей.

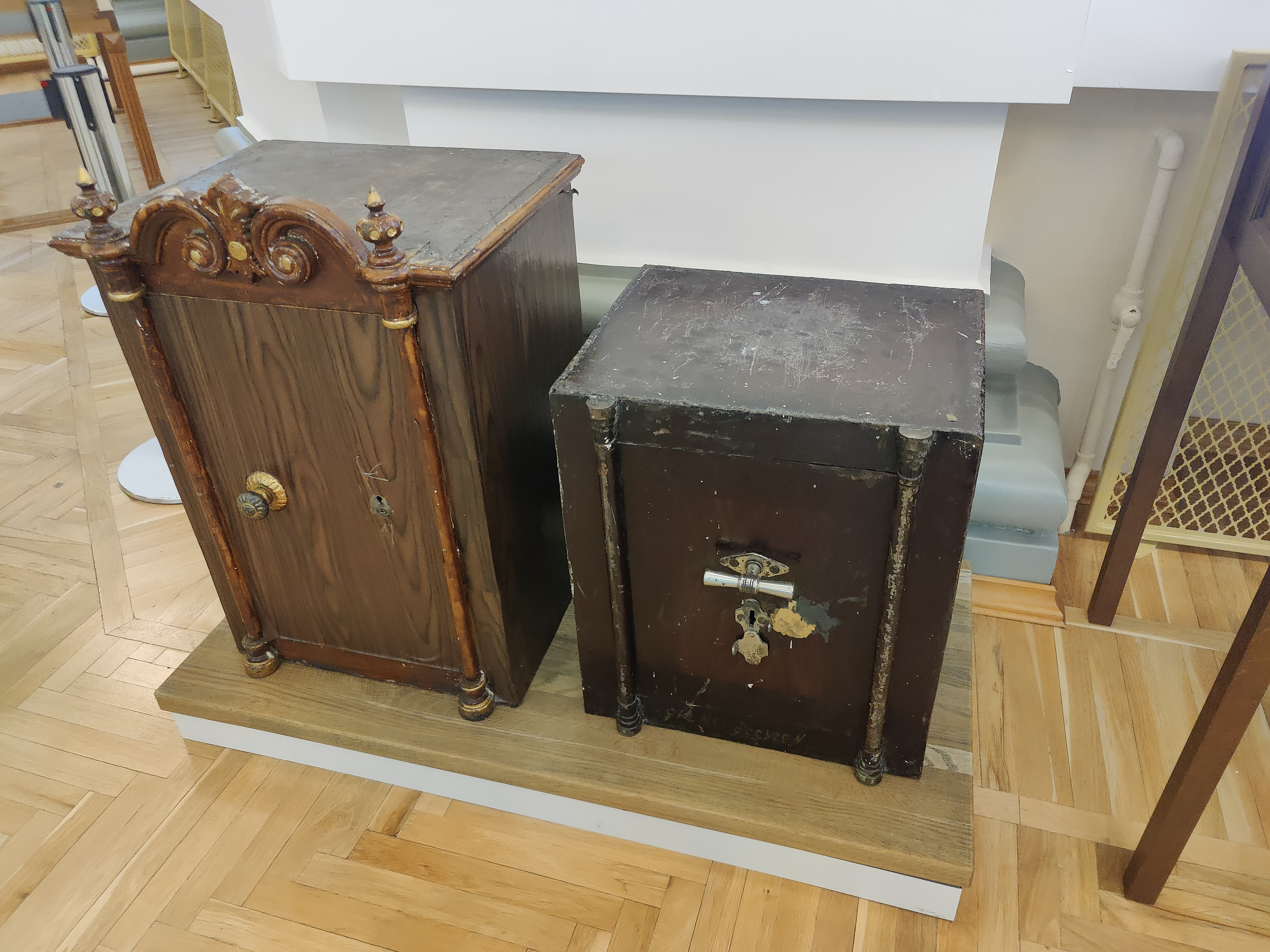
Старые сейфы в музее Банка России в здании Главного казначейства

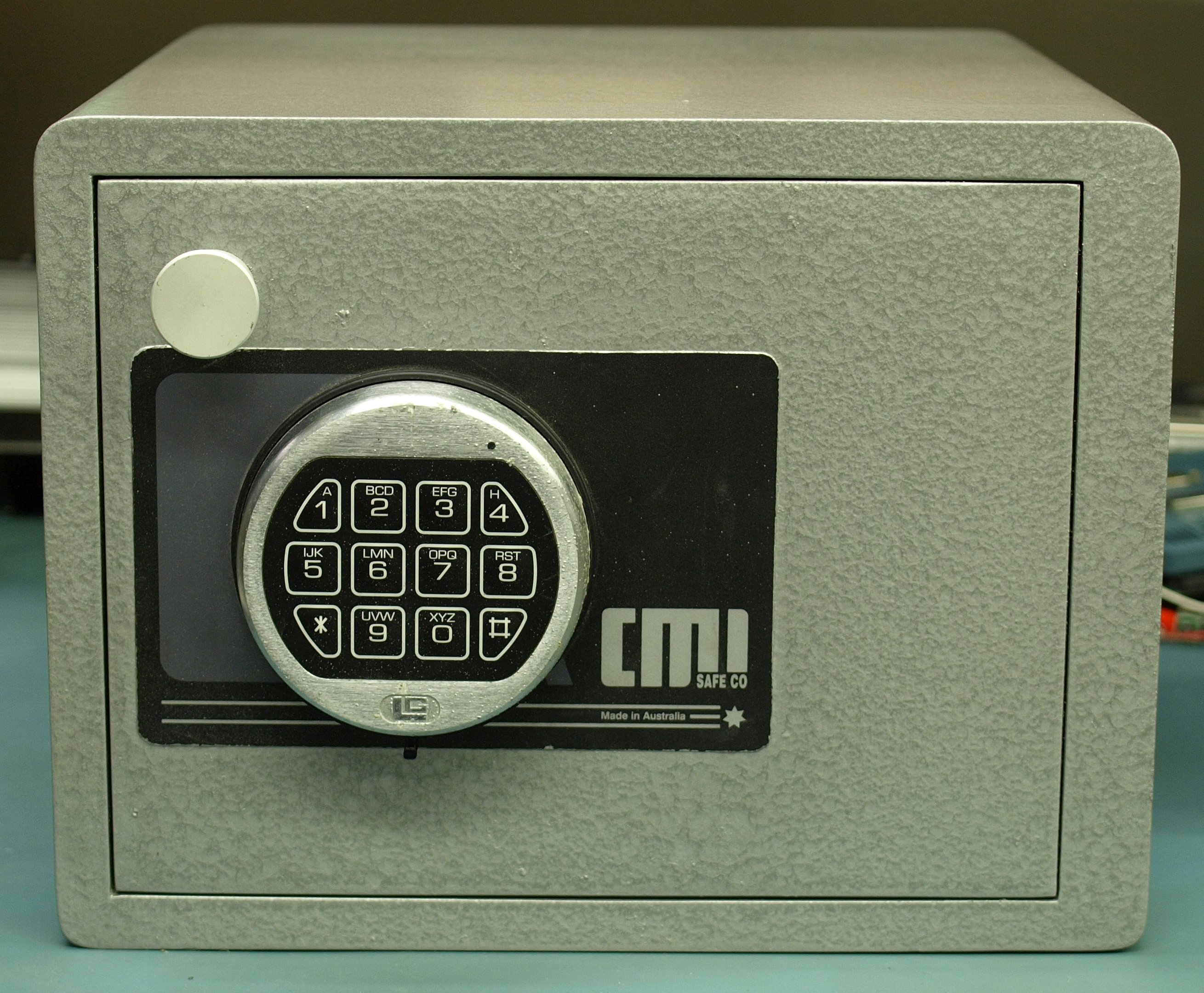
Современный домашний сейф с электронным замком

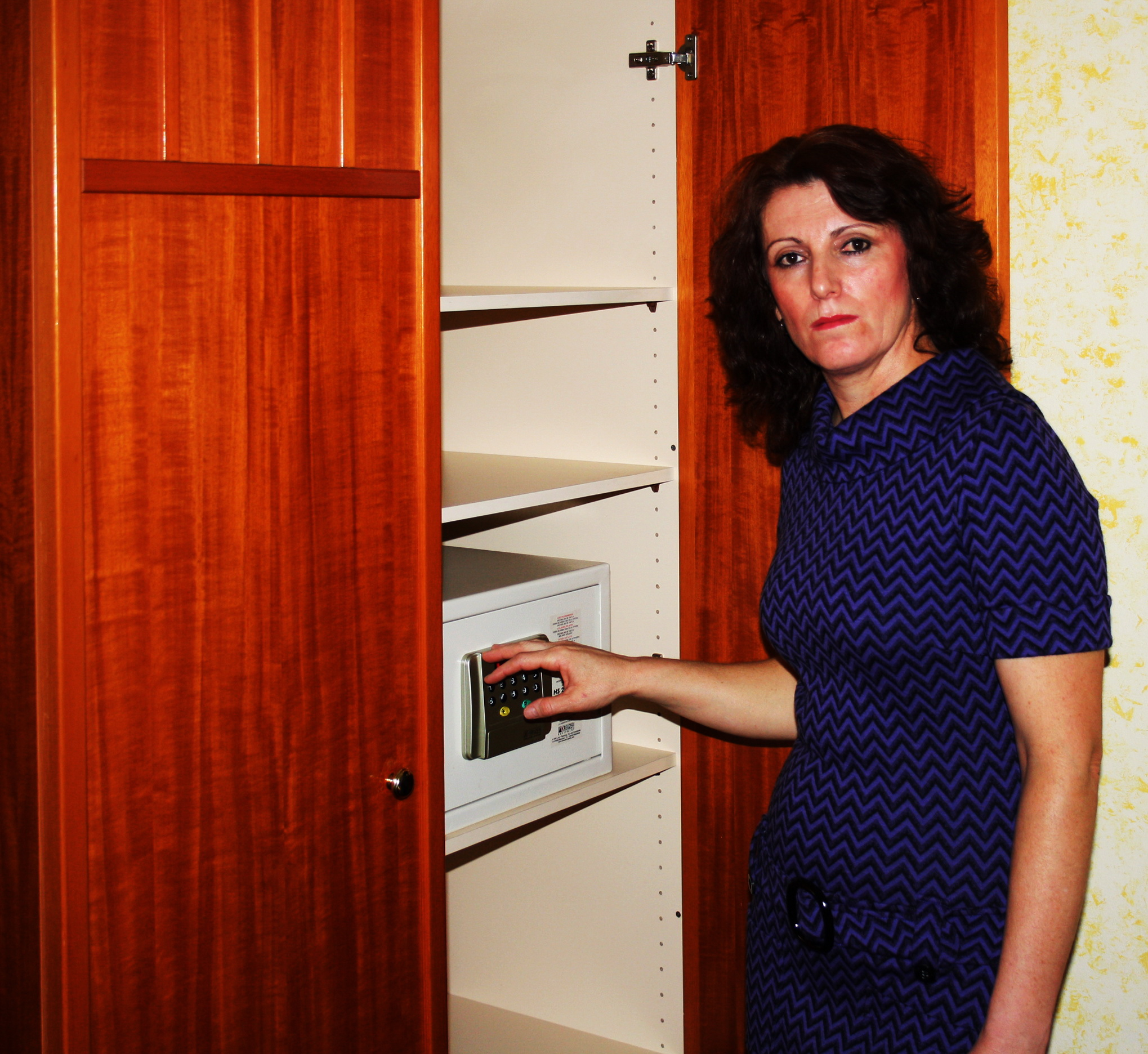
Сейф в номере гостиницы

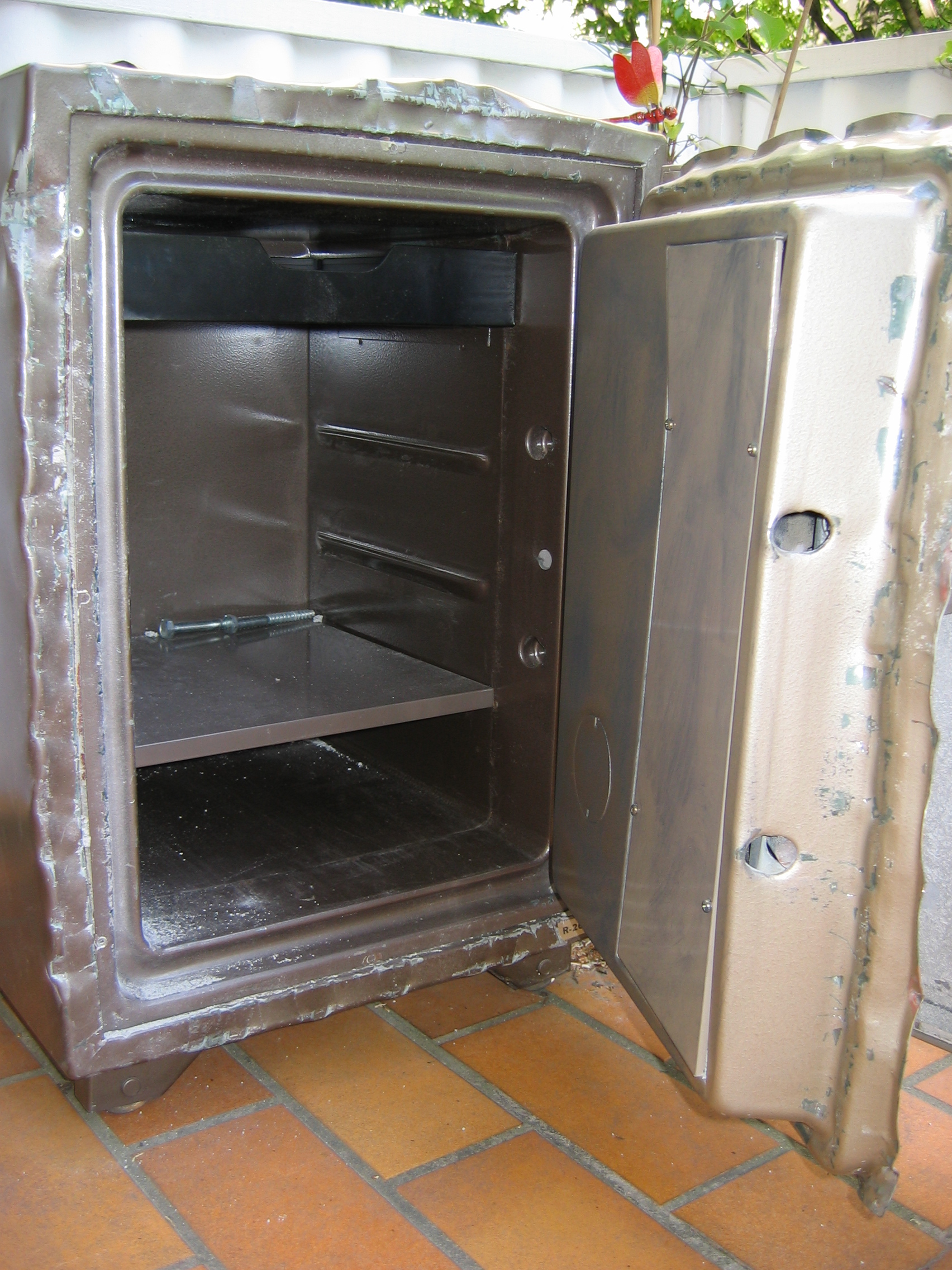
Современный огнестойкий сейф после пожара

## Типы сейфов
По своим функциям (и, следовательно, конструкции), сейфы делятся на:
- огнестойкие,
- взломостойкие,
- огневзломостойкие.

Сейфы устанавливаются в офисах (учреждениях) и частных домах.
Продавцы делят их на следующие группы:
- встраиваемые (в стену, в пол),
- мебельные,
- data-сейфы (сейфы для хранения магнитных носителей),
- депозитные модули (сейфы и ячейки),
- кассовые,
- ATM-сейф (банкоматы),
- переносные боксы (кэш-боксы),
- ключницы, сейфы для ключей,
- автомобильные,

а также более узкоспециализированные:
- гостиничные (разновидность мебельных),
- тайники (разновидность встраиваемых),
- оружейные сейфы и шкафы,
- элитные сейфы (например, дизайнерские сейфы, сейфы в дереве).

### Виды замков
В сейфах применяются следующие виды замков:
- ключевые (как правило, сувальдные, они обладают большей надёжностью),
- механические (с кодовой комбинацией),
- электронные (например, биометрические), с магнитными ключами, кодовыми бесконтактными ключами и т. д.).

Также имеются сейфы с несколькими типами замков, что повышает их надёжность.

### Взломостойкость
Огнестойкие сейфы противостоять грабителю не способны. Их задача — спасать имущество и бумаги от огня.
Главная характеристика взломостойких сейфов называется взломостойкость. Взломостойкость — это устойчивость сейфа ко взлому; она устанавливается по результатам испытаний. Чем она выше — тем выше класс сейфа (и, как правило, он тяжелее и дороже). В России она измеряется в единицах взломостойкости (Ес). Российский стандарт — ГОСТ Р 50862-2005 (его прототипом является EN 1143-1). Немецкий стандарт — VDMA 24992. Существуют и другие стандарты.
Сейфы 5-го класса — уже уровень ювелиров. Сейфы 6-го класса поточным методом практически не производятся. Производители могут натягивать данные тестирования, что нужно учитывать при покупке сейфов. Например, сейфы «8-го» класса по реальным характеристикам могут оказаться хуже 5-го класса.
Соответствие классов устойчивости сейфов к взлому по разным стандартам
| Класс ГОСТ Р 50862-2005 | Количество единиц взломостойкости RU | Euro CEN 1143 (Евросоюз) | VDMA 24992 (Германия) | APSAIRD (Швейцария) | INSTA 610 | U.L. (США) |
| ----------------------- | ------------------------------------ | ------------------------ | --------------------- | ------------------- | --------- | ---------- |
|                         |                                      |                          | А                     |                     |           |            |
|                         |                                      | 00                       |                       |                     |           |            |
|                         |                                      | В                        | A2P Classe 0          |                     |           |            |
|                         | 30/30                                | 0                        |                       |                     |           |            |
| 1                       | 30/50                                | I                        | C1F                   | A2P Classe 1        |           | TL-15      |
|                         |                                      |                          |                       | A2P Classe 2        |           |            |
|                         |                                      |                          |                       |                     | 30-40     | TL-30      |
| 2                       | 50/80                                | II                       | C2F                   | A2P Classe 3        | 40-50     |            |
|                         |                                      |                          |                       |                     | 50-60     |            |
|                         |                                      |                          |                       |                     | 60-70     |            |
| 3                       | 80/120                               | III                      | D10                   |                     |           | TL-30/6    |
|                         |                                      |                          |                       |                     | 70-80     |            |
|                         |                                      |                          |                       |                     |           | TRTL-30    |
|                         |                                      |                          |                       | A2P Classe 4        | 80-90     |            |
| 4                       | 120/180                              | IV                       | D20                   |                     | 90-100    | TRTL-15/6  |
|                         |                                      |                          |                       | A2P Classe 5        | 100-120   |            |
|                         |                                      |                          |                       |                     | 120-140   |            |
| 5                       | 180/270                              | V                        |                       |                     | 140-160   |            |
|                         |                                      |                          |                       | A2P Classe 6        |           | TRTL-30/6  |
| 6                       | 270/400                              | VI                       | E10                   |                     | 160-180   | TRTL-60/6  |
| 7                       | 400/600                              | VII                      |                       |                     | > 180     | TXTL-60    |

EN 14450 — стандарт для сейфовых шкафов. Им обычно сертифицируют бытовые сейфы. Класс безопасности — S1 и S2 (последний выше).

## Огнестойкость
Огнестойкие сейфы предназначены для защиты ценностей от огня и только от огня. Главная ошибка при покупке огнестойкого сейфа — надежда на то, что он сможет защитить и от взлома. В отличие от взломостойкого сейфа, между стенками его огнестойкого собрата — огнеупорный бетон, который имеет мелкопористую структуру, что и обеспечивает его низкую теплопроводимость. Класс огнестойкости сейфа прямо зависит от толщины бетонного слоя. Однако прочностные характеристики такого бетона невелики и не могут обеспечить защиту даже от лёгкого механического инструмента.
Часто у огнестойкого сейфа дверца недостаточно плотно прилегает к корпусу сейфа. Такая особенность конструкции объясняется тем, что поскольку наиболее трудно обеспечить огнестойкость именно в районе притвора двери, то применяют либо так называемый тепловой замок (сложный притвор, состоящий из нескольких переходов) либо теплоизолирующие прокладки. При нагревании бетон, а также теплоизолирующие прокладки расширяются, тем самым обеспечивая максимально низкую теплопроводимость. В дорогих моделях используются и притвор, и теплоизолирующие прокладки. В отличие от взломостойких сейфов, огнестойкие реже крепятся к полу или стене.
Согласно пункту 5.3.2. ГОСТа огнестойкий сейф должен быть устойчив к воздействию опасных факторов пожара и соответствовать одному из шести классов устойчивости. По ГОСТу любой сейф, прошедший сертификацию, должен обеспечить защиту от пожара в течение как минимум 60 минут. Кроме этого, классы огнестойкости различаются в зависимости от объектов хранения: денежные купюры, документы, бумаги, магнитные диски, ленты, кино- и фотоплёнка, гибкие магнитные диски.
Огнестойкость сейфа зависит не только от времени теплового воздействия, но и от объекта хранения, поэтому различают 12 критериев огнестойкости:
Согласно ГОСТ Р 50862-2005 при внешней температуре 1100 °С, температура внутри сейфа не должна превышать
```
t = 170 С для классов ЗОБ, 60Б, 90Б, 120Б или ЗОP, 60P, 90P, 120P — предназначены, главным образом, для хранения бумажных документов.
t = 70 С для сейфов класса ЗОД, 60Д, 90Д, 120Д — предназначены не только для бумаги, но и для магнитных носителей.
t = 50 С для сейфов класса ЗОДИС, 60ДИС, 90ДИС, 120ДИС или ЗОDIS, 60DIS, 90DIS, 120DIS— предназначены главным образом для магнитных носителей.
```

## Эволюция сейфов
Первые сейфы появились в Англии в XIX в., с увеличением числа капиталистов. Именно тогда простые сундуки и шкафы сменились шкафами, сделанными из стали и снабжёнными крепкими замками. Они были необыкновенно надёжными — до изобретения ацетиленово-кислородной горелки. После этого начали применять два слоя металла, дополнительно проложенные медью и слоем бетона.
Сначала сейфы запирались на ключ. Взломщики открывали их, взламывая замки ломом или же взрывая при помощи пороха, засыпаемого в замочную скважину. Были изобретены механические замки — шифровые с циферблатом, который набирался на нескольких поворачиваемых дисках.
Такие замки стали открывать с использованием медицинского стетоскопа — потому что, когда цифра занимала правильное положение, раздавался лёгкий щелчок. Некоторые научились чувствовать вибрацию дверцы при щелчке замка. Этот недостаток был преодолён после Второй мировой войны, когда диски циферблатов и замки стали издавать серию дополнительных щелчков, что мешало правильному подбору комбинации. Для реализации ложных щелчков были введены дополнительные ведомые подпружиненные диски, которые при каждом вращении циферблата издают громкие неравномерные щелчки. Обычно в конструкции современных механических кодовых замков установлено два ведомых диска разного диаметра — что полностью перекрывает шум щелчков основных кодовых элементов замка
В 1960-х грабители начали использовать свёрла с алмазной коронкой, которые двигались гидравлическим способом и преодолевали бетон. Мера против этого — добавление в бетон корунда (твёрдый оксид алюминия). Сейчас самый современный инструмент взломщика — сварочная лампа, создающая температуру более 3000 градусов. Но если добавить в смесь, заполняющую стенки, графит, то при применении этой лампы смесь начинает сильно дымить, и оставаться рядом с сейфом становится невозможно.
Для преодоления этого приёма защиты грабители в последнее время похищают сейфы, не вскрывая их на месте. С помощью современной гидравлической погрузочной техники удаётся увозить даже весьма тяжёлые сейфы, которые затем вскрываются в удобном месте.
Также зафиксирован случай, когда для взлома сейфа был применён рефрижератор. Сейф находился в нём три дня, после чего был разбит кувалдой.

## Факты
- На Западе[уточнить] страховые компании страхуют вещи и ценности только при наличии в доме сейфа, и страховая сумма зависит от уровня его защиты, поэтому у сейфов есть так называемые рейтинги cash & valuables, которыми и руководствуются страховые компании.
- Грабитель, занимающийся взломом сейфов, называется медвежатник. В свою очередь, название медвежатник произошло от названия инструмента медведка — Г-образного крюка из прочной стали, служащего для вскрытия сувальдных замков силовым способом.
- «Шнифера»-«килечники» — специалисты по вскрытию сейфов назывались так потому, что сейф, «откупоренный» особым ножом, выглядел как открытая банка с кильками. Такой тип атаки на сейфы (в XIX веке и в первые десятилетия XX века) был возможен из-за незначительной толщины стенок сейфов, которые делались из обычного листа стали толщиной в 1-5 мм, без каких-либо дополнительных слоёв (бетона, к примеру). Орудия взлома «шниферов», специалистов по вскрытию сейфов

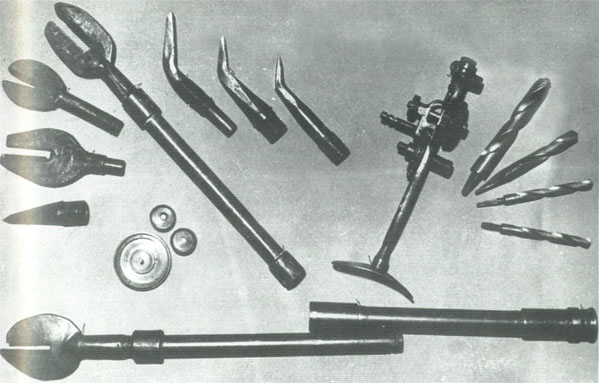
Орудия взлома «шниферов», специалистов по вскрытию сейфов